# De grote zeilrace
De grote zeilrace is het 128ste stripverhaal van Jommeke. De reeks wordt getekend door striptekenaar Jef Nys.

## Verhaal
Kapitein Jan Haring en Anatool ontmoeten elkaar in café In De Straffe Pint van Kwak en Boemel. De vier raken in een discussie verwikkeld over de zeewaardigheid van Harings schip De Piraat. Als ze uitdagen tot een weddenschap komt plots miljardair James Diamondberg tussenbeide. Hij stelt Anatool en Kwak en Boemel voor zijn zeiljacht te gebruiken in een race tegen Jan Harings De Piraat. Iedereen gaat akkoord en Haring gaat dadelijk Jommeke en zijn vrienden halen.
De nacht voor het vertrek saboteren Anatool en de zijnen De Piraat door de twee masten door te zagen. Als De Piraat na het startschot die morgen vertrekt breken de masten af. Het duurt een volledig etmaal voor ze hersteld zijn. In die tijd sluipt ook nog Bella, een koe van boer Snor, aan boord. Enkele weken later komen ze aan bij de eerste controlepost in Caïro (Egypte). Anatool is totaal verrast en trekt onmiddellijk verder. Bij de volgende controlepost in Bombay (India) ligt De Piraat reeds op voorsprong. Als ze verder reizen naar de derde controlepost in Tokio (Japan) blijft Anatool hen echter constant op de hielen zitten. Jommeke denkt dat hij weer heeft valsgespeeld en ontdekt dat De Piraat het jacht van Anatool voorttrok met een touw. In Tokyo heeft Anatool hen echter alweer een poets gebakken door de douane op hen af te sturen. Dat houdt De Piraat een week aan de kade. Dan kunnen ze, met een week achterstand, toch naar de laatste controlepost in Alaska (Verenigde Staten) vertrekken. Daar aangekomen hebben ze slechts twee dagen ingelopen. Denkend dat de race verloren is merken ze plots Anatool en de zijnen op die schipbreuk hebben geleden. Uit dronkenschap zijn ze op een ijsschots gevaren.
Kapitein Haring neemt hen verder mee naar België waar James Diamondberg een feest heeft georganiseerd voor de overwinnaar. Die krijgt 10 kg diamanten maar Jan Haring geeft die weg aan het goede doel. Het verhaal eindigt met het grote feest in het café van Kwak en Boemel, zodat die toch nog een stevige cent verdienen.